# Gerlof Fokko Mees
Gerlof Fokko Mees (* 16. Juni 1926 in Velsen, Niederlande; † 31. März 2013 in Busselton, Western Australia) war ein niederländischer Ornithologe und Ichthyologe.

## Leben und Wirken
Mees verbrachte von 1946 bis 1949  seinen Militärdienst in Niederländisch-Indien, wo sein Interesse für Brillenvögel begann. Mees studierte Biologie an der Universität Leiden mit dem Abschluss (Kandidatsexamen) 1953 und wurde 1957 bei Hilbrand Boschma (1893–1976) promoviert (A systematic review of Indo-Australien Zosteropidae). Danach war er 1955 bis 1957 Assistent am Rijksmuseum van Natuurlijke Historie (heute Naturalis) in Leiden in der Abteilung Ornithologie (und zeitweise auch Fische), wobei er Dezember 1956 bis Mai 1957 im Auftrag des Zoos von Rotterdam Neuguinea besuchte.
Von 1958 bis 1963 war er Kurator für Wirbeltiere am Western Australian Museum in Perth. 1963 kehrte er nach dem Tod des Kurators für Vögel am Naturhistorischen Museum in Leiden George Christoffel Alexander Junge (1905–1962) dorthin zurück und wurde dessen Nachfolger, was er bis zu seiner Pensionierung 1991 blieb. In dieser Zeit unternahm er ausgedehnte Expeditionen auf die Marianen, nach Indonesien, nach Afrika, auf die Norfolkinsel und nach Südamerika. Nach seiner Pensionierung 1991 kehrte er nach Australien zurück.
Das Hauptforschungsfeld von Mees war die Familie der Brillenvögel, über die er drei Bücher verfasste. Mees war Mitglied des International Ornithological Committee.
1961 erstbeschrieb er den Salamanderfisch (Lepidogalaxias salamandroides).

## Dedikationsnamen
Nach Mees sind Taxa wie Brachyrhamdia meesi, die Floresnachtschwalbe  (Caprimulgus meesi) und Ninox rufa meesi (eine Unterart des Rostkauzes) benannt.

## Werke (Auswahl)
- 1957: A systematic review of the IndoAustralian Zosteropidae, Part I. Zoologische Verhandelingen 35:1-204.
- 1961: Avifauna of Trinidad and Tobago. E. J. Brill, Leiden
- 1961: A systematic review of the IndoAustralian Zosteropidae, Part II. Zoologische Verhandelingen 50:1-168.
- 1969: A systematic review of the IndoAustralian Zosteropidae, Part III. Zoologische Verhandelingen 102:1-390.
- 1970: Birds of the Inyanga National Park, Rhodesia, E. J. Brill, Leiden
- 1974: The Auchenipteridae and Pimelodidae of Suriname (Pisces, Nematognathi) E. J. Brill, Leiden
- 1982: Birds from the Lowlands of Southern New Guinea (Merauke and Koembe) E. J. Brill, Leiden
- 1994: Birds of Suriname, VACO N.V. Uitgeversmaatschappij, Paramaribo (überarbeitete Neuauflage von François Haverschmidts Werk Birds of Surinam (1968))
- 1996: Geographical Variation in Birds of Java, Nuttall Ornithological Club